# Saint-Marin aux Jeux olympiques d'été de 1976
Saint-Marin participe aux Jeux olympiques d'été de 1976 à Montréal du 17 juillet au 1er août 1976. Il s'agit de sa 4e participation à des Jeux olympiques d'été.

## Athlétisme
Saint-Marin a deux représentantes dans les épreuves d'athlétisme : Giuseppina Grassi et Graziella Santini.

## Cyclisme
Saint-Marin a un représentant dans les épreuves de cyclisme : Daniele Cesaretti.

## Tir
Saint-Marin est représenté dans les compétitions de tirs par sept athlètes : Italo Casali, Leo Franciosi, Bruno Morri, Alfredo Pelliccioni, Silvano Raganini, Pasquale Raschi et Roberto Tamagnini.